# Condado de Teton (Wyoming)
El condado de Teton (en inglés: Teton County) fundado en 1921 es un condado en el estado estadounidense de Wyoming. En el 2000 el condado tenía una población de 18.251 habitantes en una densidad poblacional de 2 personas por km². La sede del condado es Jackson.

## Geografía
Según la Oficina del Censo, el condado tiene un área total de 10 935 km² (4222,0 mi²), de la cual 10 381 km² (4008,1 mi²) es tierra y 554 km² (213,9 mi²) (5,07%) es agua.

### Condados adyacentes
- Condado de Park - norte
- Condado de Fremont - este
- Condado de Sublette - sureste
- Condado de Lincoln - sur
- Condado de Bonneville - suroeste
- Condado de Teton - suroeste
- Condado de Fremont - oeste
- Condado de Gallatin - noroeste

## Demografía
En el 2000 la renta per cápita promedia del condado era de $54,614, y el ingreso promedio para una familia era de $63,916. En 2000 los hombres tenían un ingreso per cápita de $34,570 versus $29,132 para las mujeres. El ingreso per cápita para el condado era de $38,260. Alrededor del 6.00% de la población estaba bajo el umbral de pobreza nacional.

## Comunidades

### Pueblo
- Jackson

### Lugares designados por el censo
- Alta
- Hoback
- Moose Wilson Road
- Rafter J Ranch
- South Park
- Teton Village
- Wilson

### Otras comunidades
- Kelly
- Moran
- Colter Bay